# Leopold Schulz-Strasznicki
Leopold Schulz-Strasznicki (alemany: Leopold Karl Schultz von Straßnitzki)  (Cracòvia, 31 de març de 1803 - Bad Vöslau, 9 de juny de 1852), també escrit Straßnitzki, Strasznitzki, Strassnicki o Straschnizki, va ser un matemàtic austríac.

## Vida i obra
Schulz va néixer a Cracòvia fill d'un alt funcionari imperial, ja que la ciutat estava aleshores governada per l'Imperi Austríac. En morir la seva mare el 1811, quan ell tenia vuit anys, tan ell com el seu germà van ser enviats a Viena on van viure amb el seu avi patern que havia estat conseller imperial i doctor en lleis. A partir de 1819 va estudiar a la universitat Tècnica de Viena en la que es va graduar el 1823.
Després d'uns anys donant classes com professor assistent a les universitats de Viena, el 1828 va ser nomenat professor del Liceu de Ljubljana, on va ser professor de Franc Močnik. El 1834 va passar a ser professor de matemàtiques a la universitat de Lemberg (actual Lviv, Ucraïna), que li va concedir el grau de doctor, i el 1838 va retornar a Viena en ser nomenat professor de la universitat Técnica de Viena, ocupant la càtedra de Matemàtica Elemental fins a la seva mort el 1852.
En aquests anys a Viena, va participar sovint en les classes dominicals, que es preparaven per una ampla audiència, defensant l'ús del regle de càlcul, tema sobre el que va publicar un notable article. També va ser autor d'una desena de manuals de geometria, aritmètica, astronomia i anàlisi matemàtica, a més d'un bon nombre d'articles al Journal de Crelle i altres revistes matemàtiques de l'època.